# Vladimir Pavlovič Orlov
Vladimir Pavlovič Orlov (in russo Владимир Павлович Орлов?; Kotovo, 16 agosto 1921 – Mosca, 4 aprile 1999) è stato un politico sovietico, Primo vicepresidente del Consiglio dei ministri della RSFS Russa dal 1979 al 1985 e Presidente del Praesidium del Soviet Supremo della RSFS Russa dal 1985 al 1988.